# 米霍纳
米霍纳（Mihona），是印度中央邦Bhind县的一个城镇。总人口14799（2001年）。

## 人口
该地2001年总人口14799人，其中男性7876人，女性6923人；0—6岁人口2290人，其中男1223人，女1067人；识字率65.35%，其中男性为74.16%，女性为55.32%。